# チャンセラー号の筏
『チャンセラー号の筏』（チャンセラーごうのいかだ、原題 仏: Le Chancellor ）は、1875年に刊行されたジュール・ヴェルヌの海洋冒険小説。

## 概要

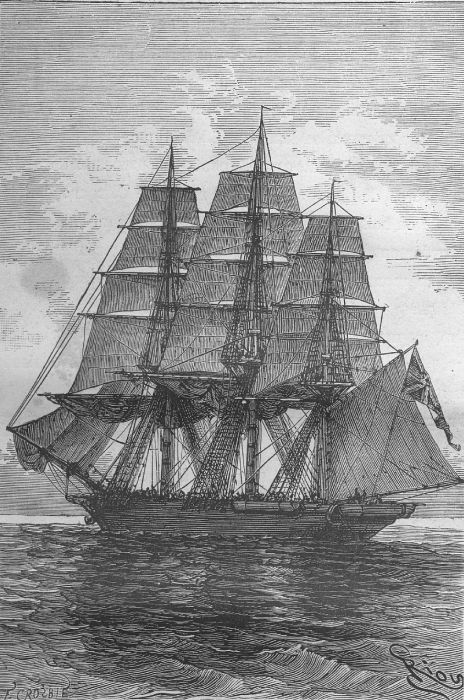
チャンセラー号

1816年に起こったフランス海軍の軍艦メデューズの遭難・漂流事件に着想を得て書かれた作品で、大西洋上での漂流と飢餓の恐怖を描いている。ただし、作中では年代設定が1869年とされているのをはじめ、チャンセラー号はイギリスの商船とされるなど、設定は史実のメデューズ号とは大きく異なっている。
ル・タン紙（今日のル・モンドの前身）に1874年12月17日から1875年1月24日まで連載され、連載終了直後に単行本化された。

## あらすじ
大西洋を横断する帆船チャンセラー号は通常の航路を外れた南寄りの進路を取り、乗組員にも不穏な様相を呈しており、前途に徐々に暗雲が立ち込める。

## 登場人物

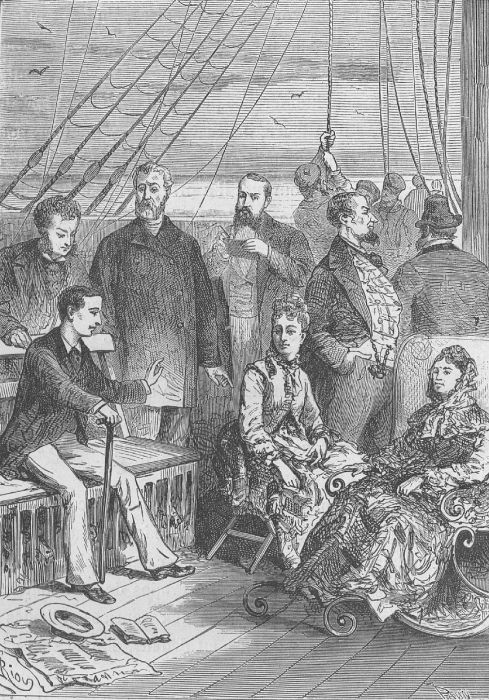
乗船者たち

- J. R. カザロン (J.-R. Kazallon) - 舞台回しでたまたま乗り合わせる。
- ルトゥルヌール (M. Letourneur) - 息子と乗り合わせたフランス人。
- アンドレ・ルトゥルヌール (André Letourneur) -  左足が不自由なルトゥルヌールの息子。
- ミス・ハービー (Miss Herbey) - 若い女性で富豪に仕える。
- ジョン・サイラス・ハントリー (John-Silas Huntly) - 船長だが、リーダーシップに欠ける人物。
- ロバート・カーティス (Robert Kurtis) - 決断力と不屈の精神を持つチャンセラー号の副船長。
- ウィリアム・ファルステン (William Falsten) - マンチェスター出身の技師。

## 日本語訳
- ヂュールス・ベルネ 著、井上勤 訳『英国太政大臣難船日記 巻之1,2』絵入自由出版社、1885年。
- ジュール・ベルヌ 著、安東鶴城 訳『漂流奇譚 生き残り日記』フーズ、フー社、1913年。NDLJP:947490。
- ジュール・ヴェルヌ 著、榊原晃三 訳『チャンセラー号の筏』集英社〈集英社文庫〉、1993年。ISBN 4-08-760218-4。
  - ジュール・ヴェルヌ 著、榊原晃三 訳『チャンセラー号の筏』（改訂新）集英社〈集英社文庫〉、2009年。ISBN 978-4-08-760571-6。

## 影響
- この遭難事故はヴェルヌ以前にもテオドール・ジェリコーの絵画『メデューズ号の筏』の題材となっている。

- 江戸川乱歩は青年時代に本作を読んで衝撃を受けており、最初の長編小説『闇に蠢く』（1926年 - 1927年）には本作の影響が見られる[3]。